# Hoxha Tahsin
Hoxha Tahsin, właśc. Hasan Osman Rushiti (ur. 7 kwietnia 1811 we wsi Ninat k. Konispolu, zm. 4 lipca 1881 w Konstantynopolu) – albański astronom, filozof, polityk i działacz niepodległościowy.

## Życiorys
Pochodził z rodziny muzułmańskiej. Był synem Osmana, nauczyciela w medresie. W latach 1822–1830 uczył się w medresie w Szkodrze. Naukę kontynuował w Janinie i w Stambule. W 1857 należał do grupy studentów osmańskich, którym Porta sfinansowała studia na paryskiej Sorbonie. W Paryżu studiował filozofię i matematykę, pracował także w ambasadzie osmańskiej.
W 1869 wrócił do Stambułu, a rok później otrzymał godność rektora pierwszego osmańskiego uniwersytetu w Stambule, w tym czasie prowadził wykłady z astronomii i fizyki. W nauce osmańskiej zasłynął przede wszystkim jako astronom, ale także filozof i pionier badań psychologicznych. Z jego inicjatywy w 1879 powstało czasopismo naukowe Mecmuai-Ulum. Należał do czołowych działaczy albańskiego odrodzenia narodowego (alb. Rilindja Kombëtare), pracując nad ujednoliceniem alfabetu albańskiego. W 1879 był jednym z założycieli Albańskiego Towarzystwa Kulturalnego w Stambule (alb. Shoqëria Kulturore Shqiptare të Stambollit).
Imię Hoxhy Tahsina nosi jedna z ulic w północnej części Tirany.

## Dzieła
- 1867: Tabela astronomike
- 1883: Bazat e kozmografise
- 1894: Njohuri mbi psilokogjine